# Polesworth
Polesworth – wieś w Anglii, w hrabstwie Warwickshire, w dystrykcie North Warwickshire. Leży 38 km na północ od miasta Warwick i 160 km na północny zachód od Londynu. W 2001 miejscowość liczyła 8439 mieszkańców.